# Medaille Zur Erinnerung
Die Medaille Zur Erinnerung wurde am 10. August 1867 von Herzog Leopold IV. Friedrich von Anhalt-Dessau aus Anlass seines 50-jährigen Regierungsjubiläums in Silber und Bronze gestiftet.
Sie zeigt die verschlungenen Initialen L F (Leopold Friedrich), die von einer Herzogskrone überragt werden. Auf der Rückseite stehen die Inschrift ZUR ERINNERUNG und darunter ein Eichenzweig (rechts) und ein Lorbeerzweig (links), die von einer Schleife zusammengehalten werden.
Getragen wurde die Auszeichnung an einem Band mit hellrot, grün und weißen breiten Streifen auf der linken Brust.